# Arthur Humble Evans
Arthur Humble Evans (23 de febrero de 1855 - 28 de marzo de 1943) fue un ornitólogo inglés.